# هوبس
هَوْبَس (بخط المسند: 𐩠𐩥𐩨𐩪): آلهة أنثى كانت تعبد في جنوب شبه الجزيرة العربية قبل الإسلام، ولا سيما في سبأ منذ أواخر القرن الثامن قبل الميلاد إلى القرن الرابع الميلادي،وتحتل المرتبة الثانية في مجمع الآلهة اليمنية بعد الإله عثتر وقبل ألمقه، ويرجح والتر مولر أن هوبس قرينة الإله عثـتر إذ يظهران في طقس زواج مقدس (بالألمانية: Hierogamie) وطقس إهداء المكرب (الحاكم) كسوة لهما. ويقارن روبان بين هذه الفكرة وكسوة الكعبة.
أقدم إشارة إلى الألهة هوبس، كان في عهد المكرب يثع أمر وتر بن يكرب ملك،وهو الذي أسس معبداً لهذه الألهة،ولا شك أن ظهور هذا المعبود فيه رمزية لمرحلة جديدة، وربما يكون هذا المكرب هو من أدخل هذه الألهة إلى المعبودات المقدسة لدى المجتمع السبئي. وبعد ستة قرون من المكرب السابق، نجد نصاً آخر يفيد أن الملك "يثع أمر وتر بن يدع إيل ذريح" رمم بناء معبد الإله "هبس"، ويؤرخ لنا هذا النص خراب هذا المعبد في أواخر القرن الثاني قبل الميلاد - لكنه رمم في عهد هذا الملك.وتجدر الإشارة إلى أن هبس وصل إلى إقليم تيغراي مع المهاجرين السبئيين، وورد لديهم أيضا بلفظ "هبس" و"هوبس".
ويعتقد أن هوبس كانت مسؤولة عن الخصوبة وأعمال الري والزراعة. وذكرت النقوش أن لها ابناً يدعى "بن هوبس" دون تحديد هويته.

## ضبط الاسم
ورد اسم هذه الألهة بلفظين من الفترة المبكرة، "هبس" دون كتابة حرف الواو اللين، كما ورد بلفظ "هوبس"، وهو الأصل. 

## في الموروث الإسلامي
يظهر اسم المعبودة هوبس في كتاب الجوهرتين العتيقتين للهمداني، متحدثاً عن معبودات اليمن القديم، إذ يقول: "كانوا يعبدونها واسمها عندهم عثـتر والقمر وهبس".